# Viktor Renäng
Viktor Renäng ('né le 24 mai 1986) est un coureur cycliste suédois, actif dans les années 2000. Durant sa carrière, il a notamment été champion de Suède du contre-la-montre en 2005.

## Biographie
Viktor Renäng est le frère cadet de Petter, également cycliste professionnel.
En 2003, à Hamilton, au Canada, Viktor Renäng termine troisième du championnat du monde du contre-la-montre juniors (moins de 19 ans), derrière Mikhail Ignatiev et Dmytro Grabovskyy. L'année suivante, il prend la cinquième place de l'épreuve. En juin 2005, il rejoint son frère au sein de l'équipe continentale ComNet-Senges et il devient à 19 ans champion de Suède du contre-la-montre élites, mais termine seulement 32e du championnat d'Europe espoirs de la spécialité.
En 2007, il termine deuxième du Ringerike Grand Prix et met un terme à sa carrière à l'issue de la saison.

## Palmarès
- 2003
  -  Champion de Suède du relais par équipes (avec Mattias Westling et Magnus Bäckstedt)
  -  Champion de Suède sur route juniors
  -  Champion de Suède du contre-la-montre juniors
  -  Médaillé de bronze du championnat du monde du contre-la-montre juniors
- 2004
  -  Champion de Suède du contre-la-montre juniors
  -  Champion de Suède du contre-la-montre par équipes juniors (avec Mattias Westling  et Freddy Johansson)
  - 3e du championnat de Suède sur route juniors
  - 5e du championnat du monde du contre-la-montre juniors
- 2005
  -  Champion de Suède du contre-la-montre
- 2007
  - 2e du Ringerike Grand Prix